# Кузьмин, Григорий Иванович
Григо́рий Ива́нович Кузьми́н (2 января 1895, Лигово, Санкт-Петербургская губерния — 28 мая 1942, Харьковская область) — советский военачальник, командир танковой дивизии, танкового корпуса в годы Великой Отечественной войны. Погиб на фронте. Генерал-майор танковых войск (9 ноября 1941 года).

## Биография
Григорий Иванович Кузьмин родился 2 января 1895 года в деревне Лигово (ныне — часть Красносельского района Санкт-Петербурга).

### Первая мировая и гражданская войны
В мае 1915 года был призван в ряды Русской императорской армии и направлен в Семёновский полк. В октябре того же года был направлен в самокатный батальон, дислоцированный на станции Ланская, при котором в марте 1916 года окончил учебную команду, после чего был произведён в ефрейторы и направлен на Румынский фронт.
В чине старшего унтер-офицера принимал участие в боевых действиях против австрийских войск в составе 21-й самокатной роты (3-й кавалерийский корпус) в районах Фокшаны, Телуч, Тарнополь, м. Красилов.
В сентябре 1918 года Кузьмин был призван в ряды РККА и назначен на должность командира взвода 2-го Красного резервного полка, дислоцированного в Петрограде. В октябре того же года был направлен на Петроградские инструкторско-инспекторские курсы всевобуча, по окончании которых в марте 1919 года был назначен на должность помощника командира роты 46-го стрелкового полка 6-й стрелковой дивизия, которая в составе 7-й армии Петроградского фронта принимала участие в боевых действий против войск под командованием генерала Н. Н. Юденича.
В мае 1919 года Кузьмин был назначен на должность командира роты 52-го стрелкового полка Северного фронта. 8 сентября попал в плен к английским войскам, после чего содержался в лагере на станции Медвежья Гора, но уже 14 октября бежал из плена и к 16 октября вышел в расположение 40-го стрелкового полка, после чего был направлен в распоряжение 15-го стрелкового полка, где был назначен на должность командира роты, а затем принимал участие в боевых действиях под Петроградом, а также в советско-польской войне. За отличия в боях был награждён орденом Красного Знамени (1922), а также золотыми часами от Петроградского совета.

### Межвоенное время
После войны Кузьмин продолжил командовать ротой в составе 15-го стрелкового полка (Московский военный округ), а в январе 1922 года был назначен на должность командира роты в 5-м стрелковом полку (Западный военный округ).
В августе 1922 года был направлен на учёбу во 2-ю военную школу физкультуры, по окончании которой в январе 1923 года был уволен в запас по состоянию здоровья, однако уже в мае 1924 года был вновь призван в ряды РККА и направлен в 251-й стрелковый полк (84-я стрелковая дивизия), где служил на должностях командира взвода, роты, начальника полковой школы.
В 1931 году Кузьмин окончил Стрелково-тактические курсы «Выстрел», после чего был назначен на должность командира батальона этих курсов, а в мае 1932 года — на должность начальника штаба механизированного отряда курсов усовершенствования командного состава мотомеханизированных войск РККА, одновременно в том же году окончил эти курсы.
В декабре 1933 года был назначен на должность начальника штаба учебного механизированного полка при Военной академии механизации и моторизации РККА, а с февраля 1937 года служил в 10-й механизированной бригаде (Белорусский военный округ) на должностях начальника штаба бригады, помощника командира бригады по строевой части и временно исполняющего должность командира бригады.
С декабря 1939 года исполнял должность помощника командира 43-й автотранспортной бригады (Белорусский военный округ), в октябре 1940 года — был назначен на должность заместителя командира, а в марте 1941 года — на должность командира 11-й танковой дивизии (2-й механизированный корпус, Одесский военный округ).

### Великая Отечественная война
С началом войны дивизия под командованием Г. И. Кузьмина в составе 9-й армии Южного фронта вела оборонительные бои на могилёвско-волынском и уманском направлениях. В августе 1941 года в связи с большими потерями и нехваткой материальной части и подготовленных кадров дивизия была преобразована в 132-ю танковую бригаду, которая в составе 38-й армии принимала участие в оборонительных боях, а затем в составе 37-й армии — в ходе Ростовской и Барвенково-Лозовской наступательных операций. За отличия в боях в январе 1942 года 132-я танковая бригада была преобразована в 4-ю гвардейскую.
В апреле 1942 года генерал-майор танковых войск Григорий Иванович Кузьмин был назначен на должность командира 21-го танкового корпуса (Юго-Западный фронт), который принимал участие в ходе наступления под Харьковом. Участвовал в Харьковском сражении в мае 1942 года. Когда советские войска попали в Барвенковский котёл и в корпусе не осталось танков, Кузьмин объединил личный состав и остатки других частей, в ночь на 28 мая повел их на прорыв. К утру его группа с тяжелыми боями прорвалась к Волвенково, где попала под шквальный огонь противника. Генерал-майор танковых войск Г. И. Кузьмин был тяжело ранен разрывной пулей в живот и во избежание плена застрелился 28 мая 1942 года в окружении в районе села Лозовенька Харьковского района. Долгое время считался пропавшим без вести. В 1986 году после обращения группы ветеранов 4-й гвардейской танковой армии к министру обороны СССР Соколову С. Л. был издан приказ заместителя Министра обороны СССР по кадрам о причине выбытия генерала Кузьмина Г. И. из кадров РККА как погибшего в бою 28 мая 1942 года. Гибель Г. Кузьмина подтвердили бывший комиссар 21-го танкового корпуса полковник А. Ф. Андреев, бывший помощник командира корпуса по технической части полковник В. К. Михальцев.

## Награды
- Два ордена Красного Знамени;
- Юбилейная медаль «XX лет Рабоче-Крестьянской Красной Армии».